# توماس نوردين
توماس نوردين (بالسويدية: Tomas Nordin)‏ هو لاعب كرلنغ سويدي، ولد في 9 أكتوبر 1969 في هارنوساند في السويد.

## وصلات خارجية
- توماس نوردين على موقع الاتحاد الدولي للكرلنغ (الإنجليزية)
- توماس نوردين على موقع اللجنة الأولمبية الدولية (الإنجليزية)
- توماس نوردين على موقع أوليمبيديا (الإنجليزية)
- توماس نوردين على موقع اللجنة الأولمبية السويدية (السويدية)